# Comuna Volîțea-Kerekeșîna, Starokosteantîniv
Volîțea-Kerekeșîna (în ucraineană Волиця-Керекешина) este o comună în raionul Starokosteantîniv, regiunea Hmelnîțkîi, Ucraina, formată din satele Cervona Semenivka și Volîțea-Kerekeșîna (reședința).

## Demografie
Componența lingvistică a comunei Volîțea-Kerekeșîna
     Ucraineană (98,64%)
     Rusă (1,17%)
     Alte limbi (0,19%)
Conform recensământului din 2001, majoritatea populației comunei Volîțea-Kerekeșîna era vorbitoare de ucraineană (98,64%), existând în minoritate și vorbitori de rusă (1,17%).